# 裁剪
裁剪是指去除照片中不需要的区域。裁剪常见于摄影、胶片加工、广播、平面设计和印刷行业。裁剪这个过程通常為去除图片中不需要的內容以及改变圖片長寬比。裁剪可以在實體照片、艺术品或电影胶片上进行，也可以通过使用图像编辑软件裁剪圖片文件。